# Stellaster
Genre
Stellaster est un genre d'étoiles de mer de la famille des Goniasteridae.

## Liste d'espèces
Selon World Register of Marine Species (6 novembre 2014) :
- Stellaster childreni Gray, 1840 -- Mer Rouge et Océan Indien
- Stellaster convexus Jangoux, 1981 -- Philippines
- Stellaster inspinosus H.L. Clark, 1916 -- Australie
- Stellaster princeps Sladen, 1889 -- Australie
- Stellaster septemtrionalis Oguro in Imaoka, Irimura, Okutani, Oguro, Oji & Kanazawa, 1991 -- Japon
- Stellaster squamulosus (Studer, 1884) -- Australie septentrionale et Indonésie
- Stellaster tuberculosus (Martens, 1865) -- Mer de Chine
- Stellaster granulosus (Perrier, 1876) (nomen nudum)

## Galerie

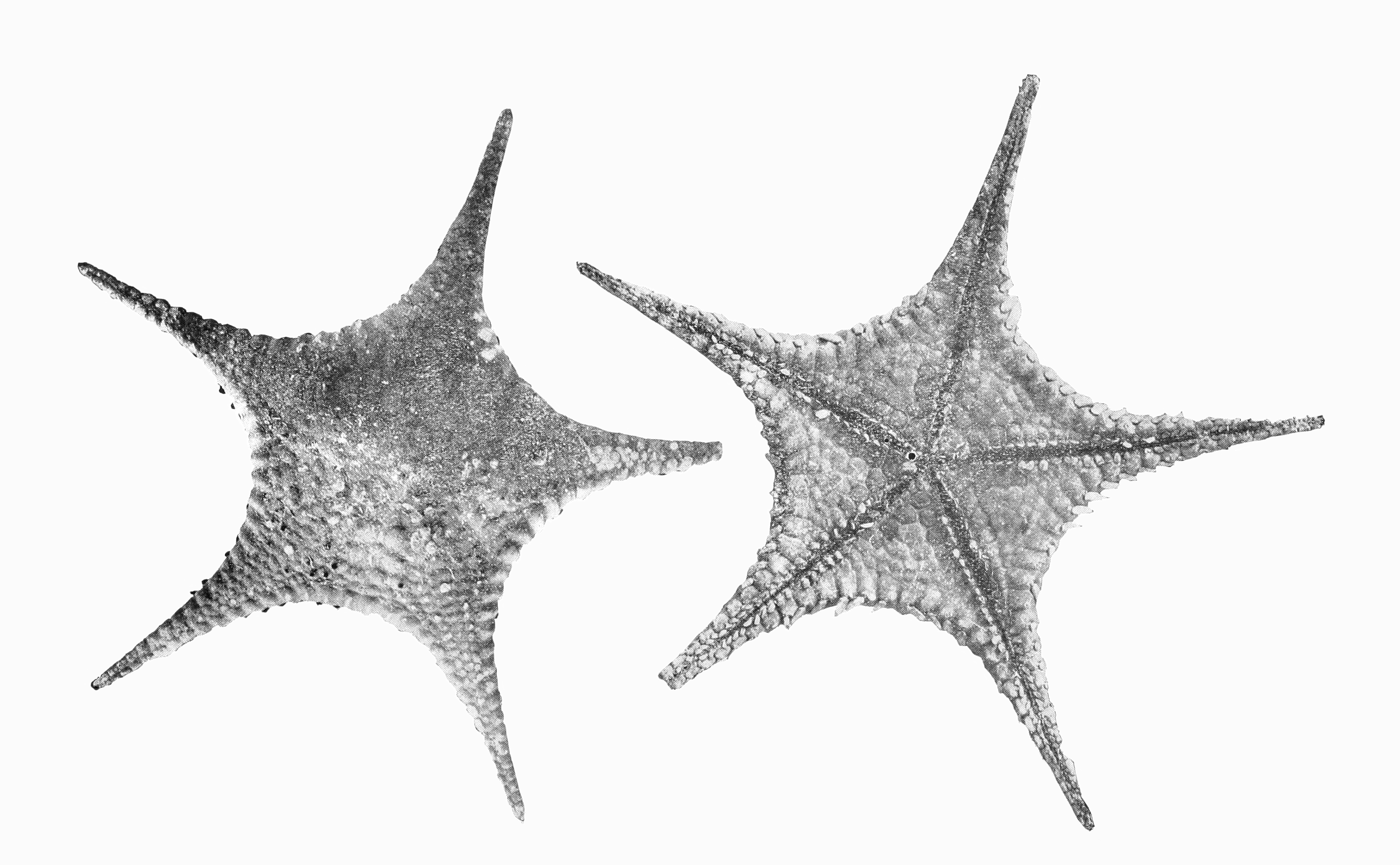
Stellaster childreni.
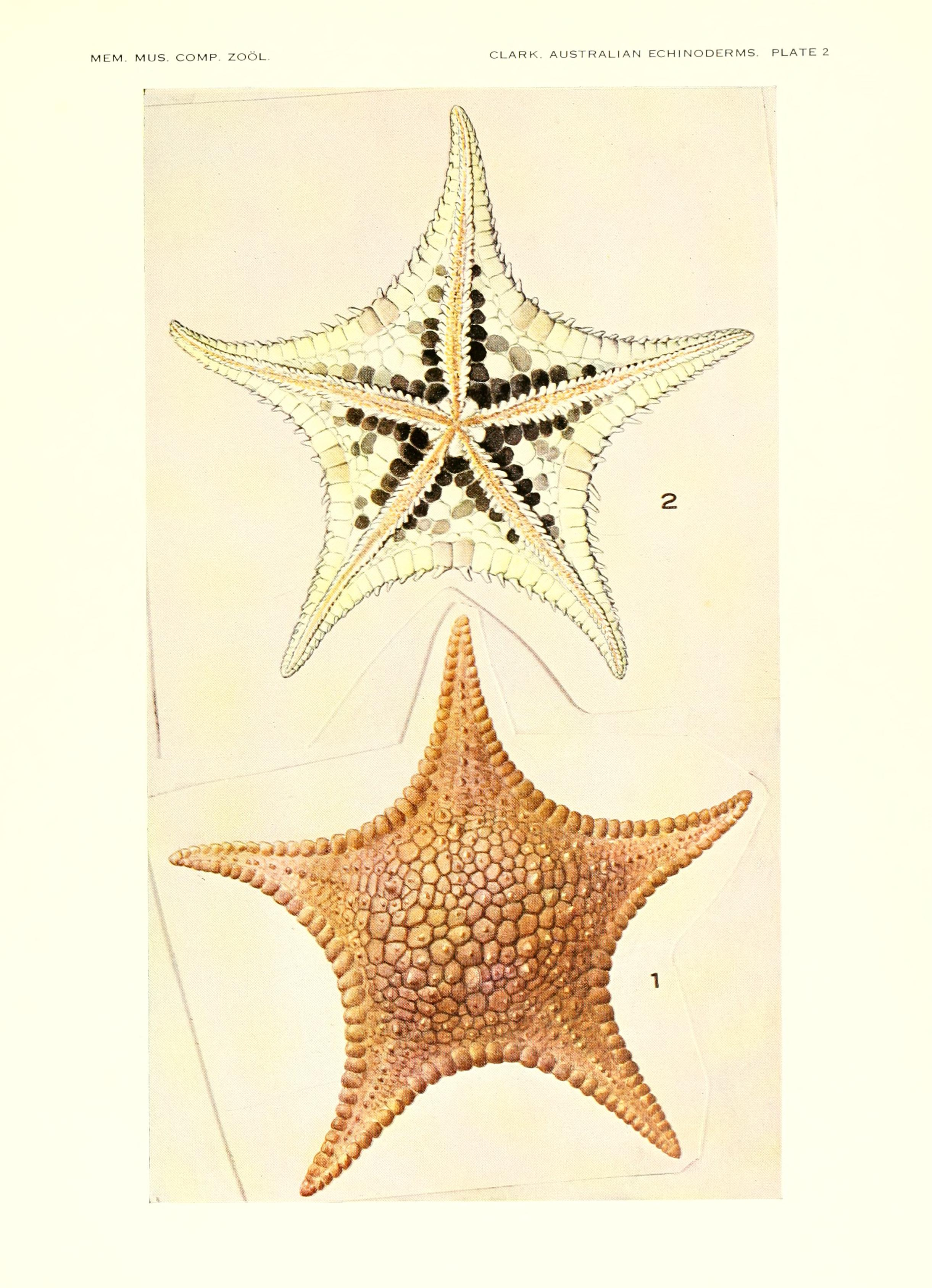
Stellaster childreni.
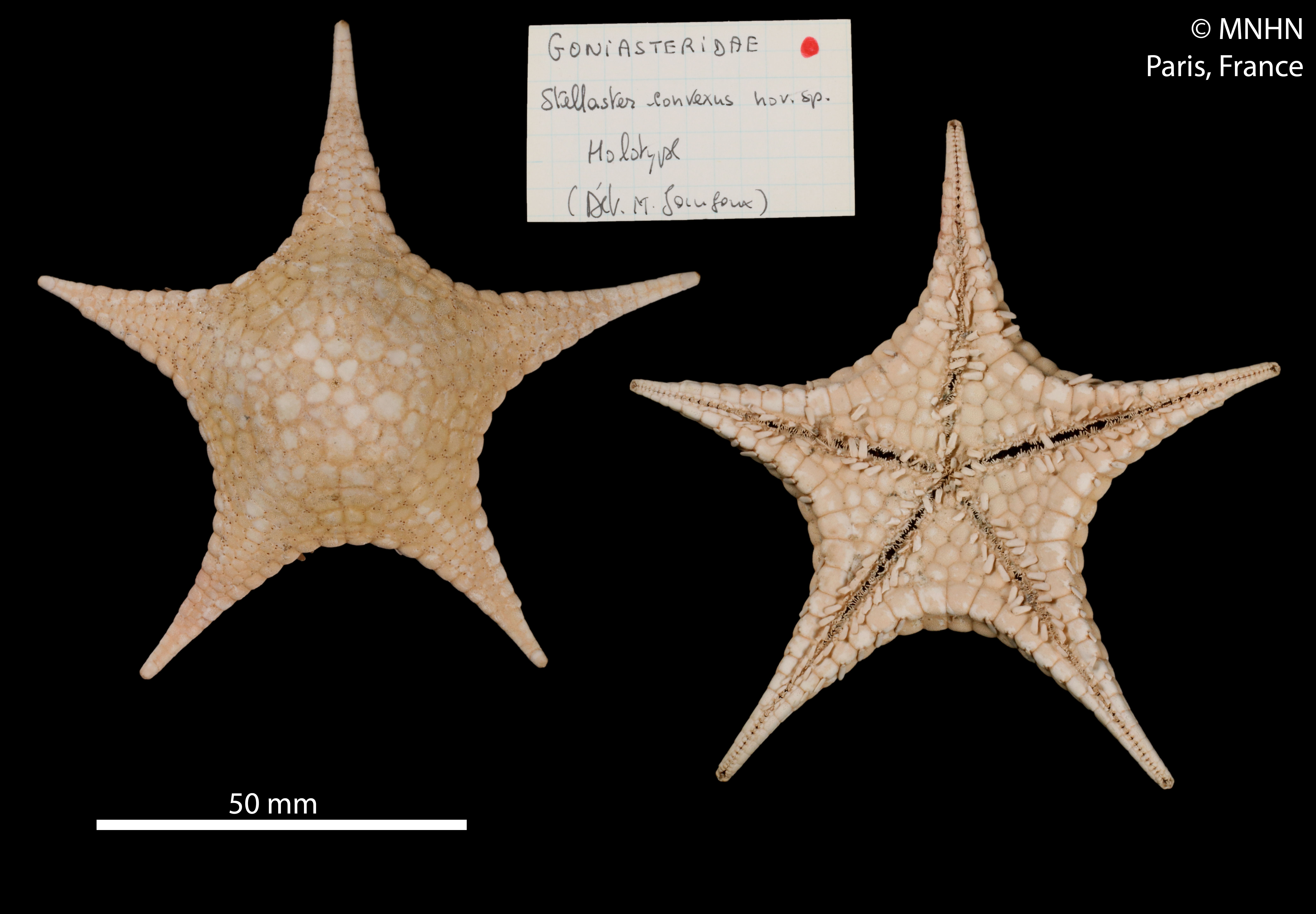
Stellaster convexus (MNHN).
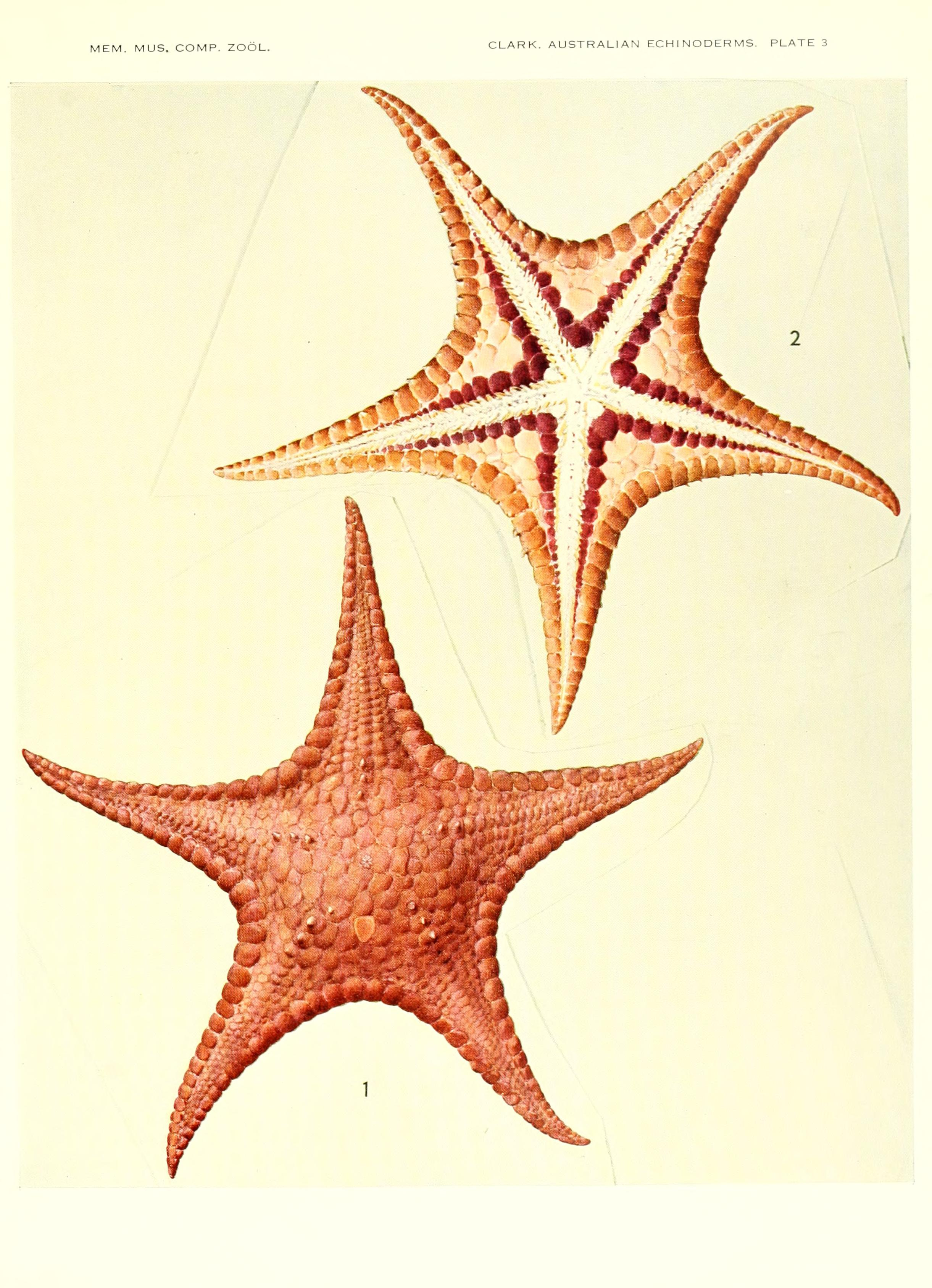
Stellaster inspinosus.
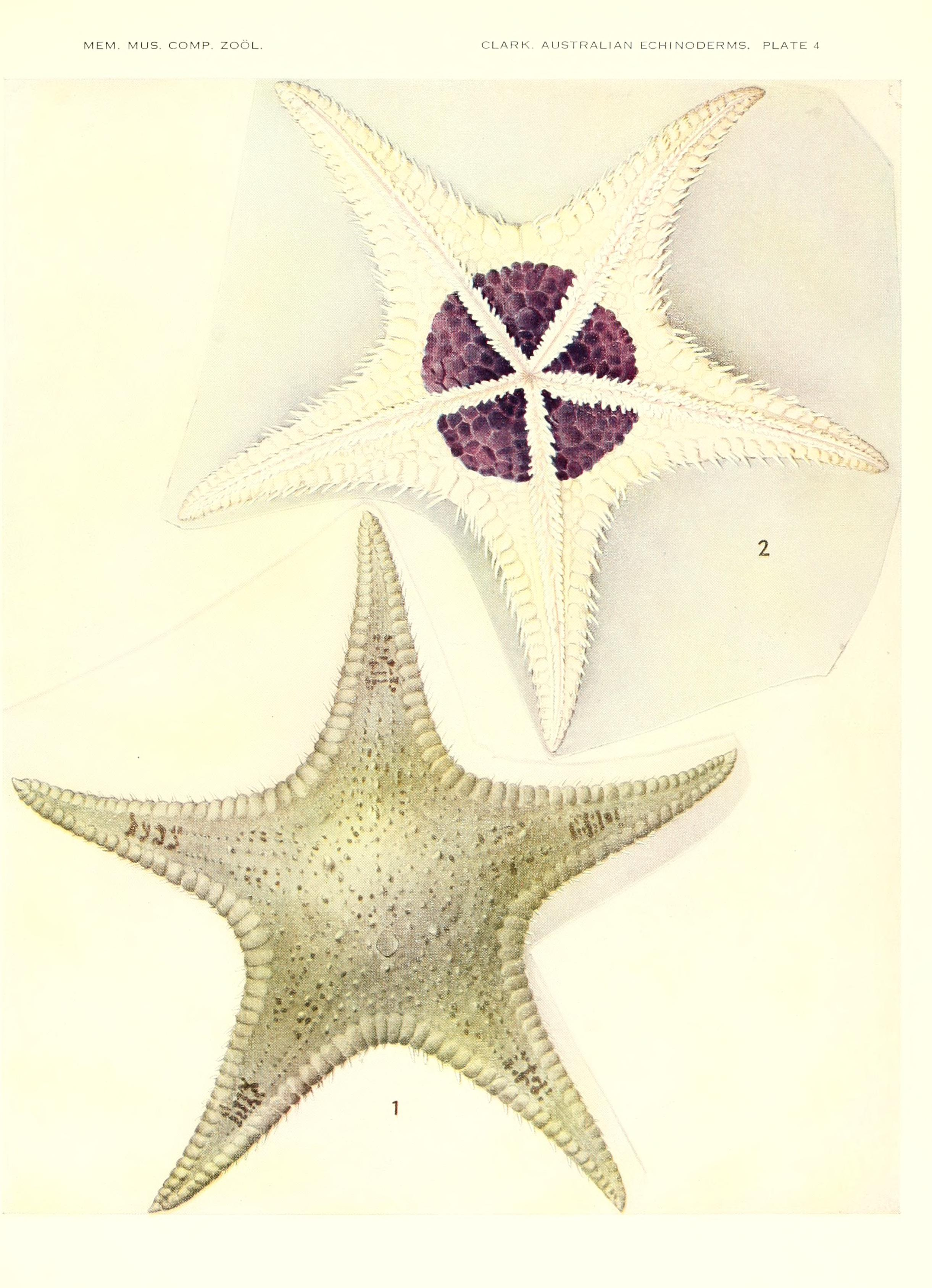
Stellaster princeps.